# Castingshow

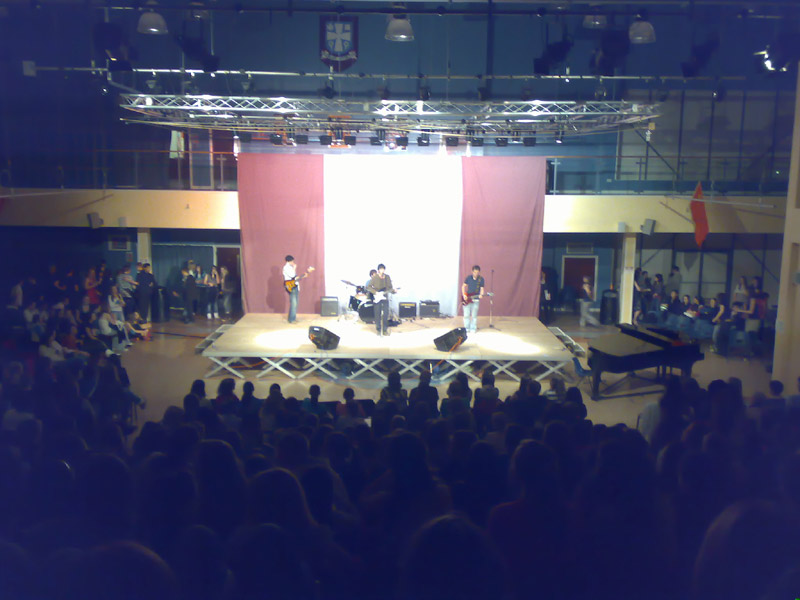
Talentshow am St Ninians High School in Glasgow, Schottland

Eine Castingshow, auch Auswahlschau, Talentschau oder Talentshow, ist eine öffentliche Veranstaltung oder Fernsehsendung, die sich mit dem Casting potenzieller Sänger, Tänzer, Models, Akrobaten und Ähnlichem befasst.

## Grundsätzliches
Notwendiger Bestandteil einer Castingshow ist, dass die Teilnehmer vor einer Jury auftreten und diese von ihrem Können überzeugen müssen. Bei Gesangswettbewerben wie Popstars oder Deutschland sucht den Superstar veranstalten die verantwortlichen TV-Produktionsfirmen zu diesem Zweck Massencastings, an denen in der Vergangenheit regelmäßig mehrere Tausend Bewerber teilnahmen.
Eine Castingshow im Fernsehen läuft üblicherweise nach folgendem Schema ab: die jeweilige Jury wählt aufgrund der gezeigten Leistungen Bewerber aus, die in einer nächsten Runde der Show (Recall) erneut etwas vorführen dürfen. Im Laufe des Recalls verringert sich die Zahl der Teilnehmer solange, bis eine überschaubare Gruppe zusammengestellt ist, aus welcher der Gewinner ermittelt wird. Das TV-Publikum sieht bis dahin keine Live-Sendungen, sondern einen Zusammenschnitt von Aufzeichnungen. In der letzten Phase entscheidet dann nicht mehr die Jury, welcher Bewerber in die nächste Runde kommt, sondern die Zuschauer wählen per Telefon (Televoting) ihre Favoriten. Der Kandidat mit den jeweils wenigsten Stimmen ist in der nächsten Lifeshow nicht mehr dabei. Allerdings geben die Jurymitglieder zu jedem präsentierten Beitrag
ihre fachliche Meinung ab.
Die Macher einer Castingshow spekulieren auf hohe Einschaltquoten und dementsprechende Werbeeinnahmen, außerdem natürlich auf den kommerziellen Erfolg der Gewinner. Auch die über Mehrwertnummern im Rahmen des Televotings erzielten Einnahmen sind normalerweise ein wichtiger Bestandteil der Kalkulation.

## Beispiele für Castingshows
Die erste erfolgreiche Castingshow im deutschsprachigen Fernsehen war die Sendung Popstars. Das Format wurde von dem Neuseeländer Jonathan Dowling entwickelt und nach großen Zuschauererfolgen in Neuseeland und Australien auch für den deutschen Markt lizenziert. Im Jahr 2000 stellte die Fernsehproduktionsfirma Tresor TV Popstars erstmals für den Sender RTL II her, ab 2003 dann für ProSieben. 2001 war eine Staffel im Schweizer Fernsehsender TV3 zu sehen.
Im Herbst 2002 erzielte der Sender RTL große Erfolge mit der Castingshow Deutschland sucht den Superstar (DSDS). Das Format basiert auf der britischen Fernsehsendung Pop Idol, die in eine Vielzahl weiterer Länder exportiert wurde und zu deren Vorläufern etwa das britische Format Opportunity Knocks gehörte. Im Dezember 2003 fand erstmals der internationale Fernsehwettbewerb World Idol statt. Die Sieger aller weltweit ausgetragenen Pop Idol-Wettbewerbe traten gegeneinander an. Der für Deutschland antretende Alexander Klaws wurde Vorletzter.
2002 strahlte der ORF erstmals die Castingshow Starmania in Österreich aus. Obwohl sie Elemente des Pop Idol-Formats enthält, handelt es sich um eine eigenständige Entwicklung. Interessant ist, dass die 2003 zweitplatzierte Starmania-Teilnehmerin Christina Stürmer im deutschsprachigen Raum erfolgreich geworden ist. Das Schweizer Fernsehen kaufte das österreichische Format für die Sendung MusicStar. Auch hier war nicht eine Siegerin, sondern der sechstplatzierte Sebastian Bürgin aus der ersten Staffel der kommerziell erfolgreichste Teilnehmer.
In Deutschland reagierte Sat.1 auf den Erfolg von DSDS mit der Castingshow Star Search. Star Search stammt aus den USA und hat dort unter anderem Stars wie Britney Spears und Justin Timberlake hervorgebracht. Die Sendung unterscheidet sich von Popstars oder DSDS, da bei Star Search nicht nur nach Sängern, sondern auch nach Comedians oder Models gesucht wird. Aus den beiden deutschen Staffeln erreichte nur Bill Kaulitz einen konstant hohen Bekanntheitsgrad. Er schied in der Kategorie Music Act 10-15 zwar im Achtelfinale aus, ist aber seit Mitte 2005 als Mitglied der Band Tokio Hotel erfolgreich. Die zweite deutsche Star Search-Staffel (2004) war nicht nur aufgrund schlechter Einschaltquoten ein Misserfolg, sondern auch wegen des mangelnden kommerziellen Erfolges der Sieger. Der mangelnde Erfolg deutscher Casting-Sieger resultiert jedoch in Deutschland auf der medialen Ablehnung. Casting-Gewinner aus dem Ausland werden anders beurteilt als solche, die in Deutschland ihren Sieg errungen hatten. Differenziert werden muss, wie die Casting-Shows ablaufen. Bei einigen wird live mit Band gesungen, bei anderen ist der Auftritt geschönt.
Stefan Raab parodierte 2003/2004 mit der Sendung Stefan sucht den Super-Grand-Prix-Star (SSDSGPS) die vorhandenen Castingformate; eine Anspielung auf DSDS ist aus der Abkürzung SSDSGPS leicht zu erkennen. Für die Sendung erhielt er 2005 den Adolf-Grimme-Preis. In der Sendung wurde der Kandidat für die deutsche Vorentscheidung des Eurovision Song Contest ermittelt. Der Anspruch der Sendung bestand darin, das musikalische Talent der Bewerber höher zu bewerten. Als Nachfolger von SSDSGPS entstand 2007 SSDSDSSWEMUGABRTLAD.
Bei den Kritikern haben die Veranstaltungen und deren Gewinner kein großes Ansehen und oft wird der Vergleich mit Retortenbands herangezogen. International existieren weitere Formate; in den USA gab es beispielsweise unter dem Titel American Juniors eine Castingshow für Kinder. In Großbritannien strahlte das erste Fernsehprogramm der BBC 2008 die Sendung Last Choir Standing aus, in der der beste der teilnehmenden Chöre ermittelt wurde.

## Nationale Sendungen und Gewinner (Auswahl)

Popstars-Logo

Die meisten Musik-Castingshows basieren entweder auf dem britischen Format Pop Idol, dem neuseeländischen Format Popstars oder dem ebenfalls britischen Format The X Factor. Die drei Formate waren sehr erfolgreich und wurden weltweit lizenziert.
|             | Sendungstitel                   | Sender                    | Gewinner (mit Jahr) |
| ----------- | ------------------------------- | ------------------------- | --- |
| Deutschland | Popstars                        | RTL II, ProSieben         | No Angels (2001) Bro’Sis (2002) Overground (2003) Preluders (2003) Nu Pagadi (2004) Monrose (2006) Room2012 (2007) Queensberry (2008) Some & Any (2009) LaVive (2010) Melouria (2012) Leandah (2015) |
| Deutschland | Deutschland sucht den Superstar | RTL                       | Alexander Klaws (2003) Elli Erl (2004) Tobias Regner (2006) Mark Medlock (2007) Thomas Godoj (2008) Daniel Schuhmacher (2009) Mehrzad Marashi (2010) Pietro Lombardi (2011) Luca Hänni (2012) Beatrice Egli (2013) Aneta Sablik (2014) Severino Seeger (2015) Prince Damien Ritzinger (2016) Alphonso Williams (2017) Marie Wegener (2018) Davin Herbrüggen (2019) Ramon Roselly (2020) Jan-Marten Block (2021) Harry Laffontien (2022) Sem Eisinger (2023) |
| Deutschland | Fame Academy                    | RTL II                    | Become One (2003) |
| Deutschland | Germany’s Next Topmodel         | ProSieben                 | Lena Gercke (2006) Barbara Meier (2007) Jennifer Hof (2008) Sara Nuru (2009) Alisar Ailabouni (2010) Jana Beller (2011) Luisa Hartema (2012) Lovelyn Enebechi (2013) Stefanie Giesinger (2014) Vanessa Fuchs (2015) Kim Hnizdo (2016) Céline Bethmann (2017) Toni Dreher-Adenuga (2018) Simone Kowalski (2019) Jacqueline Wruck (2020) Alex Mariah Peter (2021) Lou-Anne Gleissenebner (2022)                                                               |
| Deutschland | Das Supertalent                 | RTL                       | Ricardo Marinello (2007) Michael Hirte (2008) Yvo Antoni & Hündin PrimaDonna (2009) Freddy Sahin-Scholl (2010) Leo Rojas (2011) Jean-Michel Aweh (2012) Lukas Pratschker & Falco (2013) Marcel Kaupp (2014) Sae-Hun „Jay“ Oh (2015) Angel Flukes (2016) Alexa Lauenburger (2017) Stevie Starr (2018) Christian Stoinev & Chihuahua Percy (2019) Nick Ferretti (2020) Elena Turcan (2021)                                                                    |
| Deutschland | Nick Talent                     | Nickelodeon               | Naomi (2007) Jo Marie Dominiak und Max Ronig (2010) |
| Deutschland | Unser Star für Oslo             | ProSieben, Das Erste      | Lena Meyer-Landrut (2010) |
| Deutschland | X Factor                        | VOX, RTL, Sky Deutschland | Edita Abdieski (2010) David Pfeffer (2011) Mrs. Greenbird (2012) Ees (2018) |
| Deutschland | The Voice of Germany            | ProSieben, Sat.1          | Ivy Quainoo (2012) Nick Howard (2012) Andreas Kümmert (2013) Charley Ann Schmutzler (2014) Jamie-Lee Kriewitz (2015) Tay Schmedtmann (2016) Natia Todua (2017) Samuel Rösch (2018) Claudia Emmanuela Santoso (2019) Paula Dalla Corte (2020) Sebastian Krenz (2021) Anny Ogrezeanu (2022) |
| Deutschland | The Voice Kids                  | Sat.1                     | Michele Bircher (2013) Danyiom Mesmer (2014) Noah-Levi Korth (2015) Lukas Janisch (2016) Sofie Thomas (2017) Anisa Celik (2018) Mimi & Josy (2019) Lisa-Marie Ramm (2020) Egon Werler (2021) Georgia Balke (2022) |
| Deutschland | Unser Star für Baku             | ProSieben, Das Erste      | Roman Lob (2012) |
| Deutschland | Das perfekte Model              | VOX                       | Anika Scheibe |

## Internationale Sendungen (Auswahl)
| Land                   | Sendungstitel                                 | Sender        |
| ---------------------- | --------------------------------------------- | ------------- |
| Afghanistan            | Afghan Star                                   | Tolo TV       |
| Albanien               | Edi Krasta                                    | tvsh          |
| Arabischer Raum        | SuperStar                                     |               |
| Arabischer Raum        | Star Academy                                  | LBC           |
| Libanon                | Arab Idol                                     | LBCI & MBC 1  |
| Argentinien            | Popstars                                      |               |
| Argentinien            | Operación Triunfo                             |               |
| Armenien               | Huy Star                                      |               |
| Australien             | Popstars                                      |               |
| Australien             | The X Factor                                  |               |
| Belgien                | Idool                                         | VTM           |
| Belgien                | The X Factor                                  | VTM           |
| Belgien                | Star Academy                                  | VTM           |
| Brasilien              | Popstars                                      | SBT           |
| Brasilien              | Fama                                          |               |
| Bulgarien              | Star Academy                                  |               |
| Chile                  | Operación Triunfo                             |               |
| Dänemark               | Idols                                         |               |
| Dänemark               | X Factor                                      | DR            |
| Ecuador                | Popstars                                      |               |
| Estland                | Kaks takti ette                               | ETV           |
| Europa                 | Junior Eurovision Song Contest                |               |
| Europa                 | Eurovision Dance Contest                      |               |
| Europa                 | Eurovision Young Musicians                    |               |
| Europa                 | Eurovision Song Contest                       |               |
| Finnland               | Popstars                                      |               |
| Frankreich             | Popstars                                      | M6            |
| Frankreich             | Star Academy                                  | TF1           |
| Griechenland           | Popstars                                      | Mega TV       |
| Griechenland           | Super Idol                                    |               |
| Griechenland           | Star Academy                                  |               |
| Vereinigtes Königreich | Popstars                                      | ITV1          |
| Vereinigtes Königreich | Pop Idol                                      | ITV1          |
| Vereinigtes Königreich | Fame Academy                                  | BBC One       |
| Vereinigtes Königreich | The X Factor                                  | ITV1          |
| Vereinigtes Königreich | Britain’s Got Talent                          | ITV1          |
| Indien                 | Popstars                                      | Channel V     |
| Indonesien             | Popstars                                      | TransTV       |
| Irland                 | You’re a Star                                 | RTÉ One       |
| Island                 | Idol                                          |               |
| Italien                | Popstars                                      | Italia 1      |
| Italien                | Operazione Trionfo                            |               |
| Kanada                 | Popstars                                      |               |
| Kanada                 | Star Académie                                 | TVA           |
| Kolumbien              | Popstars                                      | Canal Caracol |
| Kolumbien              | El Factor X                                   |               |
| Litauen                | Kelias i žvaigždes                            |               |
| Malaysia               | Malaysian Idol                                |               |
| Mexiko                 | Operación Triunfo                             | TVE1          |
| Neuseeland             | NZ Idol                                       | TV2           |
| Niederlande            | Popstars The Rivals                           | RTL 4         |
| Niederlande            | The X Factor                                  | RTL 4         |
| Österreich             | Starmania                                     | ORF 1         |
| Österreich             | Austria’s Next Topmodel                       | Puls 4        |
| Österreich             | Austria’s New Footballstar                    | Puls 4        |
| Österreich             | Dancing Stars                                 | ORF 1         |
| Österreich             | Die große Chance                              | ORF 1         |
| Österreich             | Musical! Die Show                             | ORF 1         |
| Österreich             | Helden von Morgen                             | ORF 1         |
| Österreich             | It’s Showtime                                 | ATV           |
| Österreich             | Österreich sucht den ComedyStar               | ATV           |
| Österreich             | Popstars                                      | Puls 4        |
| Portugal               | Popstars                                      | SIC           |
| Portugal               | Operacão Triunfo                              |               |
| Rumänien               | Popstars                                      | Pro TV        |
| Russland               | Narodniy Artist                               |               |
| Russland               | Sekret Uspecha                                |               |
| Schweden               | Popstars                                      | Kanal 5       |
| Schweden               | Talang                                        | TV4           |
| Schweiz                | Popstars                                      | TV3           |
| Schweiz                | MusicStar                                     | SF 1          |
| Schweiz                | SuperStar                                     | 3+            |
| Schweiz                | Die grössten Schweizer Talente                | SF 1          |
| Schweiz                | The Voice of Switzerland                      | SRF 1         |
| Schweiz                | The Voice of Switzerland                      | 3+            |
| Serbien und Montenegro | Idol                                          |               |
| Spanien                | Popstars                                      | Telecinco     |
| Spanien                | Operación Triunfo                             | TVE, Tele 5   |
| Spanien                | Factor X                                      | Cuatro        |
| Spanien                | El número uno                                 | Antena 3      |
| Spanien                | La Voz                                        | Tele5         |
| Südkorea               | Superstar K                                   | Mnet          |
| Südkorea               | K-Pop Star                                    | SBS           |
| Südkorea               | Produce 101 (mit Ablegern in China und Japan) | CJE & M       |
| Türkei                 | Biri Bizi Gözetliyor                          | Show TV       |
| Türkei                 | Biri Bizi Gözetliyor                          | Star TV       |
| Türkei                 | Popstar Türkiye                               | Kanal D       |
| Türkei                 | Türkstar                                      | Show TV       |
| Türkei                 | Akademi Türkiye                               | ATV           |
| Türkei                 | Akademi Türkiye                               | Kanal 1       |
| Türkei                 | Popstar Alaturka                              | Star TV       |
| Türkei                 | Şarkı Söylemek Lazım                          | Show TV       |
| Türkei                 | Buzda Dans                                    | Show TV       |
| Türkei                 | Dans Eder misin?                              | Kanal D       |
| Türkei                 | Dans Eder misin?                              | FOX           |
| Türkei                 | Dans Eder misin?                              | ATV           |
| Türkei                 | Dans Eder misin?                              | Show TV       |
| Türkei                 | Söyle Söyleyebilirsen                         | Show TV       |
| Türkei                 | Yetenek Sizsiniz Türkiye                      | Show TV       |
| Türkei                 | Yetenek Sizsiniz Türkiye                      | Star TV       |
| Türkei                 | Yok Böyle Dans                                | Show TV       |
| Türkei                 | Yok Böyle Dans                                | Star TV       |
| Türkei                 | O Ses Türkiye                                 | Show TV       |
| Türkei                 | O Ses Türkiye                                 | Star TV       |
| Türkei                 | Popstar 2013                                  | Star TV       |
| Ukraine                | Ukraine’s Got Talent                          | STB           |
| Ukraine                | Tanyiujut Vse!                                | STB           |
| Ungarn                 | Megasztár                                     | TV2           |
| Vereinigte Staaten     | Popstars                                      | The WB        |
| Vereinigte Staaten     | America’s Best Dance Crew                     |               |
| Vereinigte Staaten     | Star Search                                   |               |
| Vereinigte Staaten     | America’s Got Talent                          | NBC           |
| Vereinigte Staaten     | America’s Most Smartest Model                 | VH1           |
| Vereinigte Staaten     | America’s Next Top Model                      | UPN, The CW   |
| Vereinigte Staaten     | Making the Band                               |               |
| Vereinigte Staaten     | The Voice                                     | NBC           |
| Vereinigte Staaten     | The X Factor                                  | Fox           |